# Alexandre Cortada
Alexandre Cortada Serra (Barcelona, 1865 - Barcelona, 1935) fue un periodista y musicólogo español.

## Trayectoria
Colaboró a la revista L'Avenç desde diciembre de 1890 hasta 1893, año en el que desapareció. Durante los últimos meses de la revista, ejerció un papel casi directivo junto con Jaume Brossa, introducido por el mismo Cortada en la redacción de la revista. Cuando Cortada se hace cargo de la crítica, el pensamiento prowagneriano queda mucho más desarrollado y precisado. En aquellos momentos se libraba una batalla enconada entre la música italiana, representada por Verdi y dirigido por las casas editoriales, singularmente Ricordi y Sonzogno, que hacían todo lo posible para introducir sus publicaciones; y la música alemana, el wagnerismo.
Fue amigo de Pompeu Fabra, compañero de la universidad y socio del grupo wagneriano Els Trenta. Fue Fabra quien le puso en contacto con Joaquim Casas Carbó, hecho decisivo en la gestación de la campaña lingüística de la revista L'Avenç.
Los artículos de Cortada eran agresivos y polémicos. Se interesó por varios temas artísticos, sobre todo por la ópera, con una actitud nacionalista y renovadora. Potenció las modernas corrientes artísticas europeas, como la música de Richard Wagner y los compositores de la escuela francobelga —Zola, César Franck— que consideraba especialmente adecuadas para la edificación de un arte nuevo, así como a Enric Morera i Viura, al que consideraba seguidor de dicha escuela.
Decidido activista en política, durante la Guerra de Independencia cubana formó parte de un comité independentista en París. Con el tiempo, su actitud se radicalizó, en especial en la época en que colaboró con la revista Catalònia, para la que redactó el artículo de presentación en febrero de 1898. El 1895 fue uno de los promotores de los conciertos de Vincent d'Indy en Barcelona.